# 인포머셜
인포머셜(infomercial) 또는 정보광고는 일반 TV 프로그램과 유사하지만 제품, 서비스 또는 아이디어를 홍보하거나 판매하기 위한 텔레비전 광고의 한 형태이다. 일반적으로 무료 전화번호나 웹사이트가 포함된다. DRTV(direct response television, 직접 반응 텔레비전)의 한 형태로 가장 자주 사용되며 프로그램 길이의 광고(길이가 긴 인포머셜)인 경우가 많으며 일반적으로 길이는 28:30 또는 58:30분이다. 인포머셜은 유료 프로그래밍(또는 유럽에서는 텔레쇼핑)으로도 알려져 있다. 이 현상은 미국에서 시작되었는데, 인포머셜은 일반적으로 상업 방송사의 피크 황금시간대가 아닌 밤(보통 오전 1시부터 오전 6시)에 표시되었다. 일부 텔레비전 방송국은 이전의 승인 관행에 대한 대안으로 인포머셜을 방송하기로 결정했으며, 다른 채널에서는 하루 24시간 인포머셜을 방송했다. 일부 방송국에서는 예정에 없는 네트워크나 신디케이트 프로그램을 채우기 위해 주로 주말에 낮 시간 동안 인포머셜을 방송하기로 선택한다. 2009년까지 미국에서 대부분의 인포머셜 지출은 전통적인 야간 근무 시간 외에 발생했다. 전 세계 대부분의 국가의 방송국에서는 유사한 미디어 구조를 도입했다. 인포머셜 산업의 가치는 2,000억 달러가 넘는다.
워싱턴 D.C.에 기반을 둔 전국 인포머셜 마케팅 협회(National Infomercial Marketing Association)는 1990년 후반에 결성되었다. 1993년에는 "200명이 넘는" 회원이 "완전히" 표준에 전념했다.
"인포머셜"이라는 용어는 원래 TV 광고에만 적용되었지만 이제는 관점을 홍보하려는 실제 또는 인지된 시도에서 상당한 양의 정보를 제공하는 프리젠테이션(종종 비디오)을 가리키는 데 사용되기도 한다. 이런 식으로 사용될 경우, 이 용어는 의사소통이나 정치적 발언을 하는 당사자가 진실을 과장하거나 중요한 사실을 숨기고 있다는 의미를 전달하는 의미로 사용될 수 있다.
뉴욕 타임스는 해당 분야 전문가의 말을 인용해 “정보광고 기업은 불경기에도 잘나가는 경향이 있다”고 말했다.

## 같이 보기
- 애드버토리얼
- 홈쇼핑
- 제품 시연
- 심리적 가격 결정
- 텔레비전 광고